# U-Bahn-Station Nestroyplatz
Die Station Nestroyplatz der Linie U1 wurde 1979 eröffnet. Sie befindet sich in Tieflage direkt unter der Praterstraße im 2. Wiener Gemeindebezirk, der Leopoldstadt.

## Die Station
Benannt ist der Nestroyplatz seit 1932 nach dem Theaterautor und Schauspieler Johann Nestroy. Dieser trat in seinen Stücken häufig am nahegelegenen Carltheater auf, das im Zweiten Weltkrieg zerstört wurde. In der Nähe der Station – vor den Hausnummern 17–19, Zum Jonas – steht ein 1929 gegossenes Johann-Nestroy-Denkmal, das nach Beendigung der U-Bahn-Arbeiten im Jahr 1983 hier aufgestellt wurde, zuvor jedoch zwischen Carltheater und Nestroyhof gestanden war.
Die Station verfügt über einen Mittelbahnsteig und erstreckt sich zwischen der Komödiengasse und der Rotensterngasse. Ausgänge führen mittels fester Stiegen und Rolltreppen beidseitig auf die Praterstraße, die Komödiengasse und in die Weintraubengasse. In den 2000er-Jahren wurde die Station barrierefrei umgerüstet: Ein Aufzug führt direkt vom Bahnsteig auf eine Verkehrsinsel auf der Praterstraße.
Neben einem der drei Aufgänge zum Nestroyplatz liegt die Tempelgasse mit einem Rest des Leopoldstädter Tempels, der während des Novemberpogroms 1938 zerstört wurde, heute erinnert daran ein Mahnmal aus vier weißen Säulen.
Die Station Nestroyplatz wurde am 24. November 1979 eröffnet und ermöglichte damit die Fahrt auf einem weiteren Teilstück der U1 vom Stephansplatz über den Schwedenplatz bis in den 2. Bezirk. Im Jahr 1978 waren die Teilstücke vom Reumannplatz zum Karlsplatz und vom Karlsplatz zum Stephansplatz eröffnet worden. Bis zum 28. Februar 1981 blieb die Station Nestroyplatz die nördliche Endstation der Linie U1.

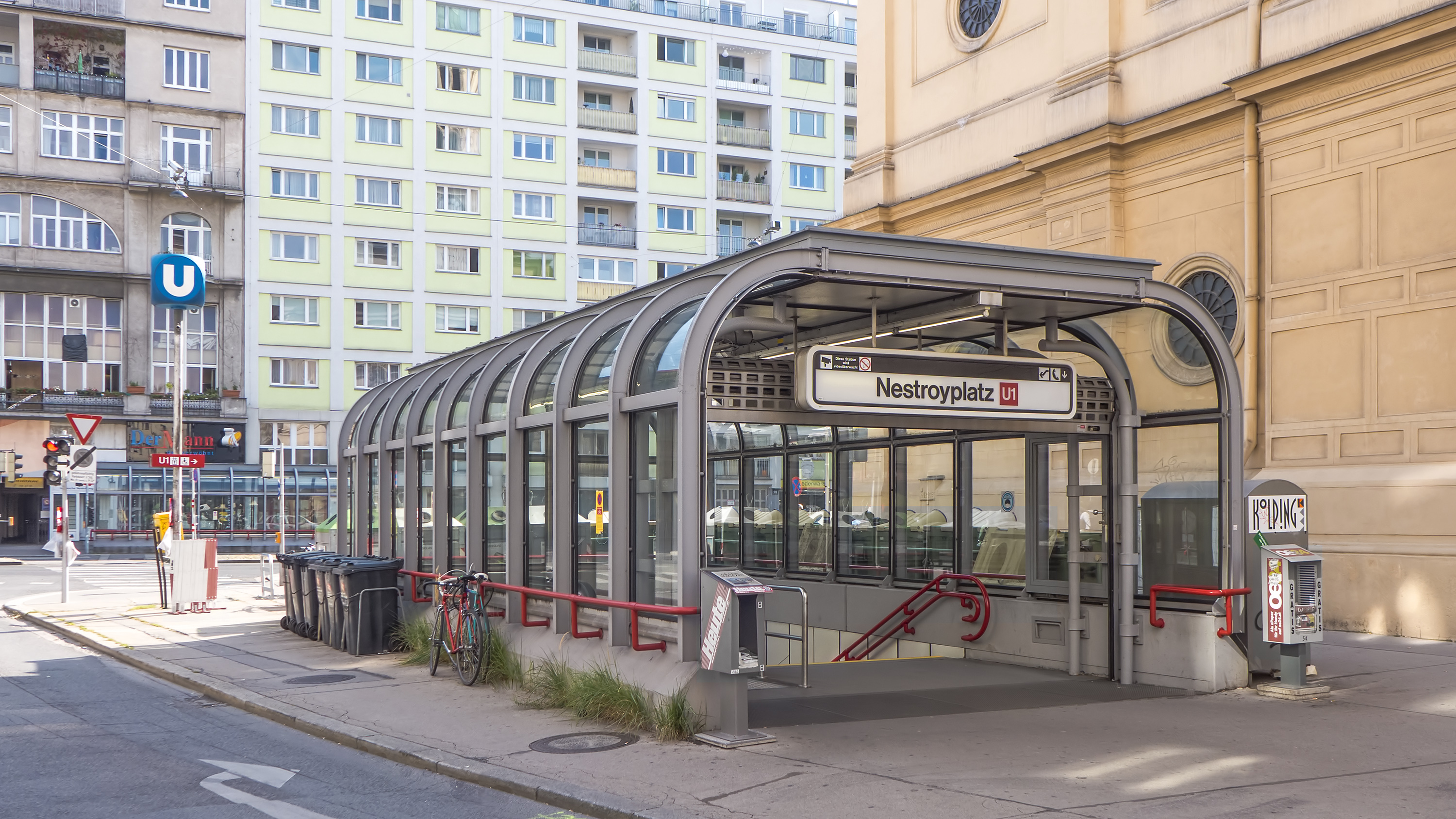
Abgang zur Station in der Rotensterngasse
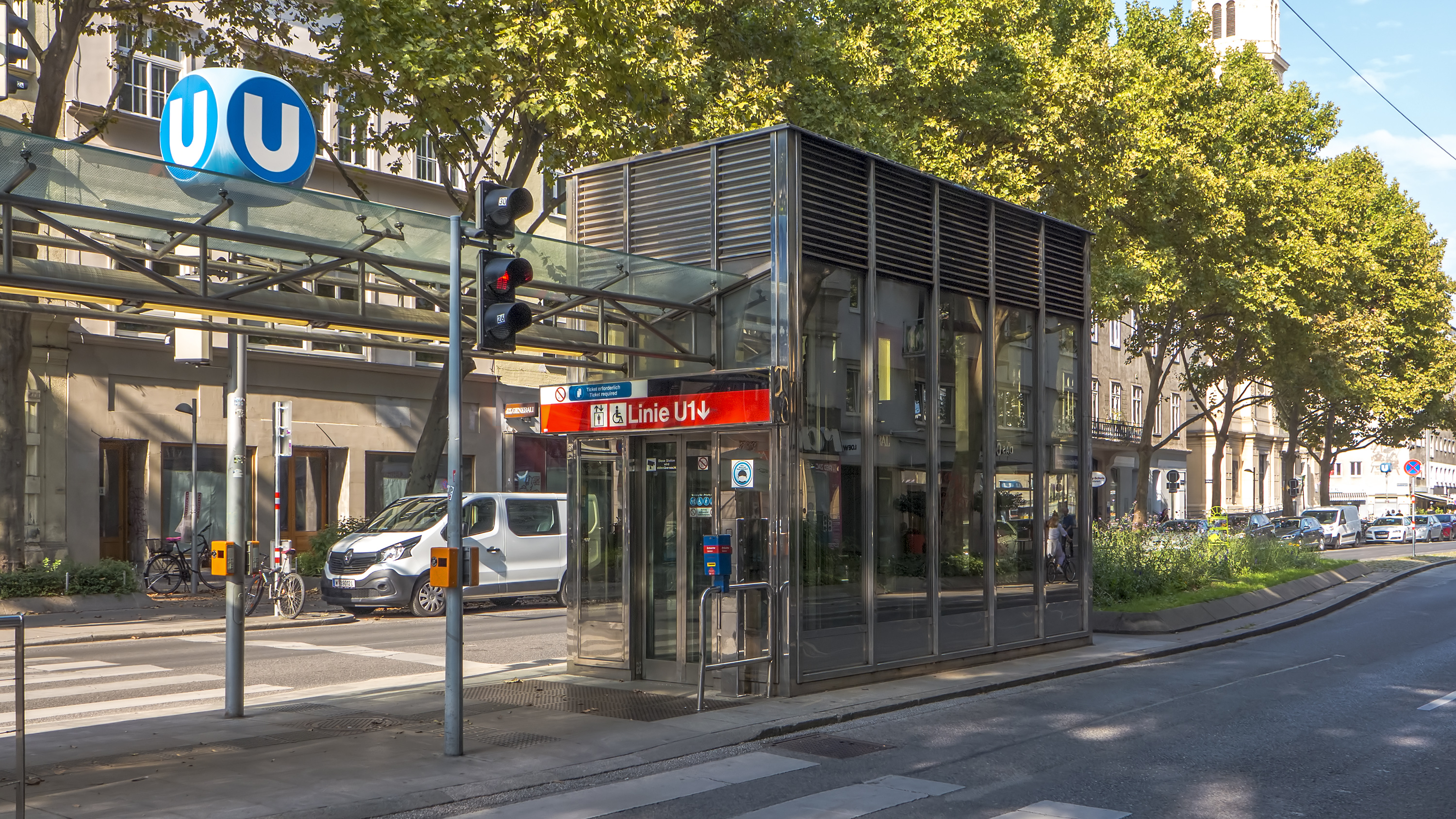
Liftabgang in der Praterstraße
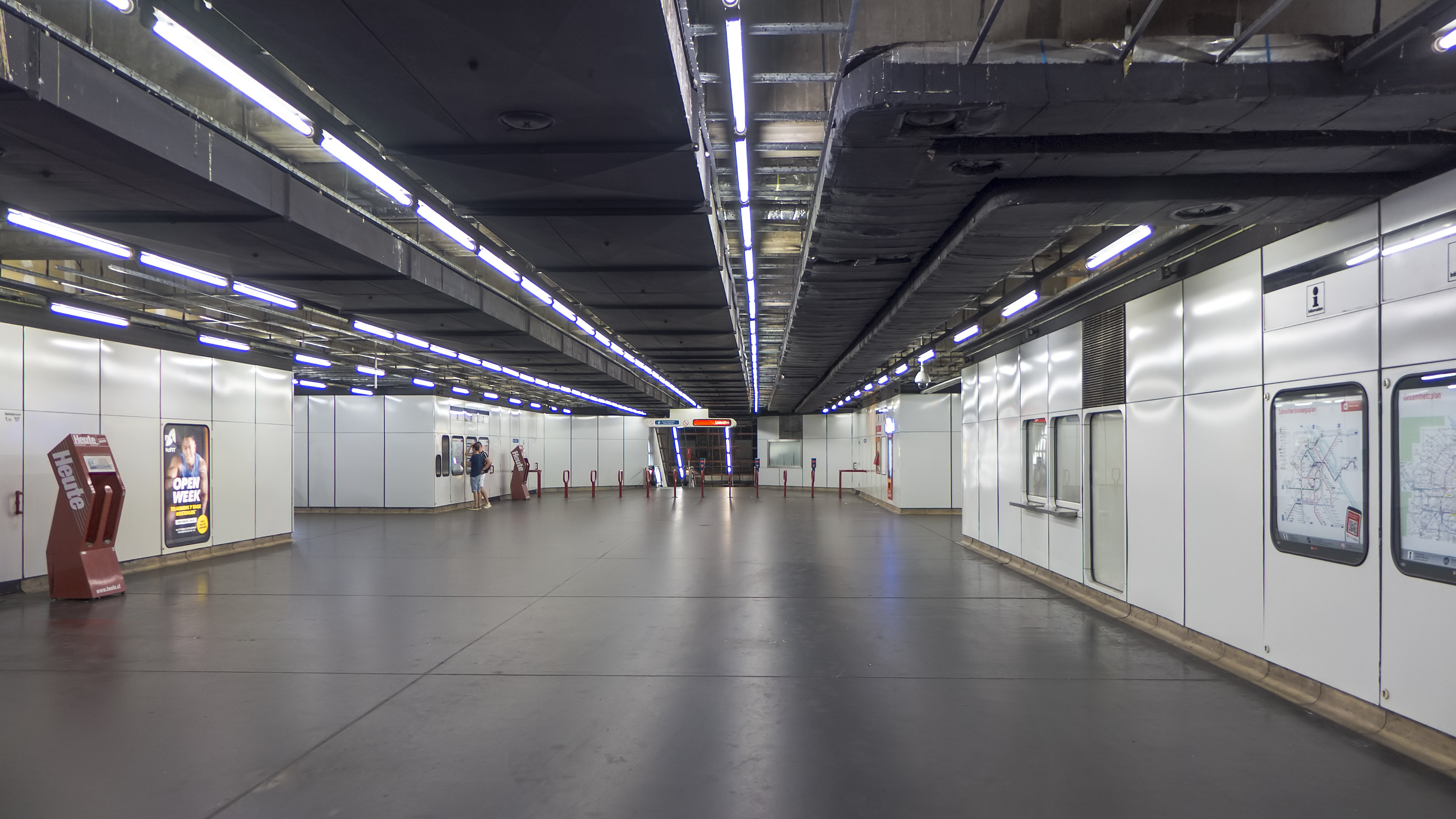
In der Station
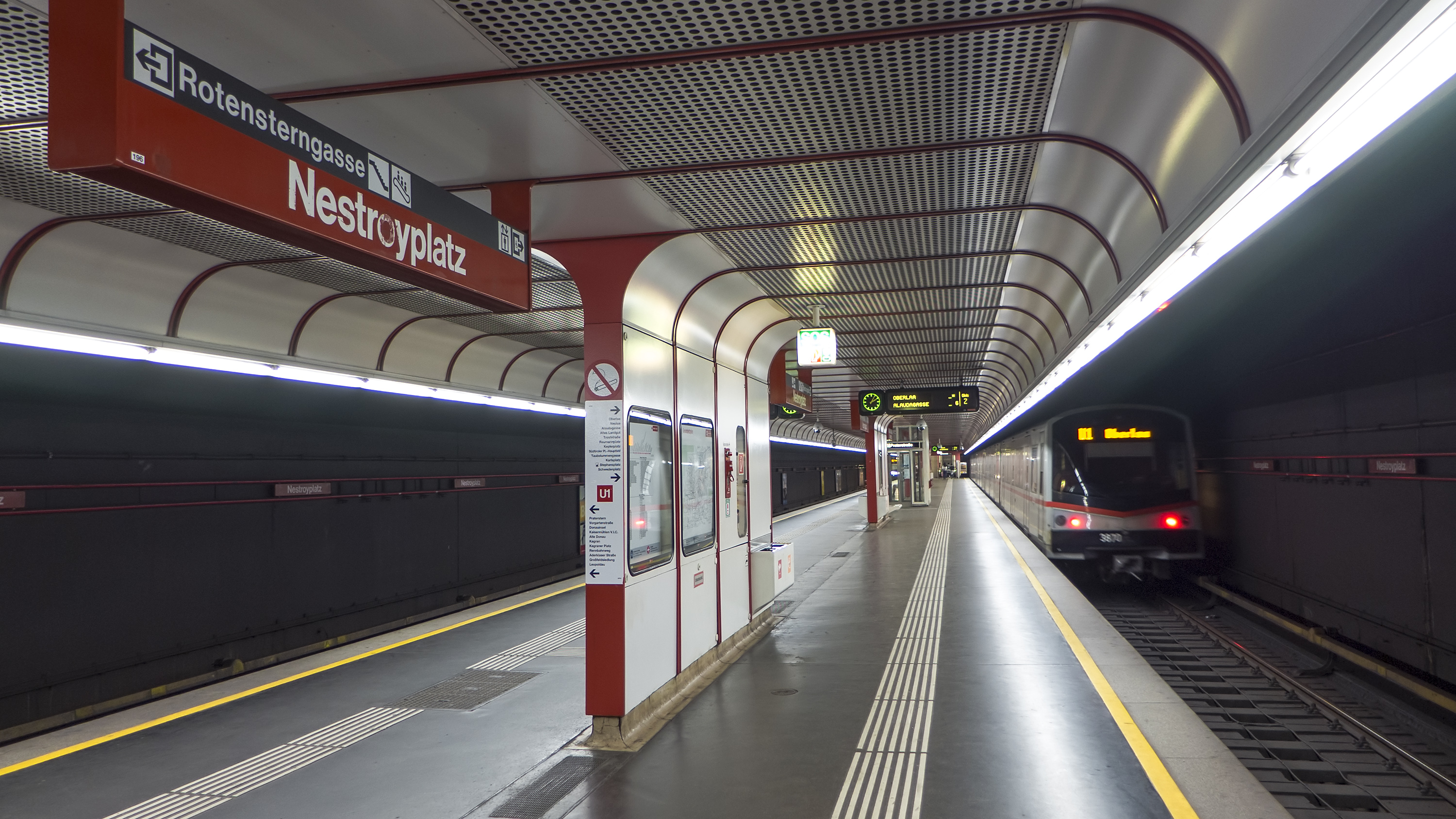
Bahnsteig der Station
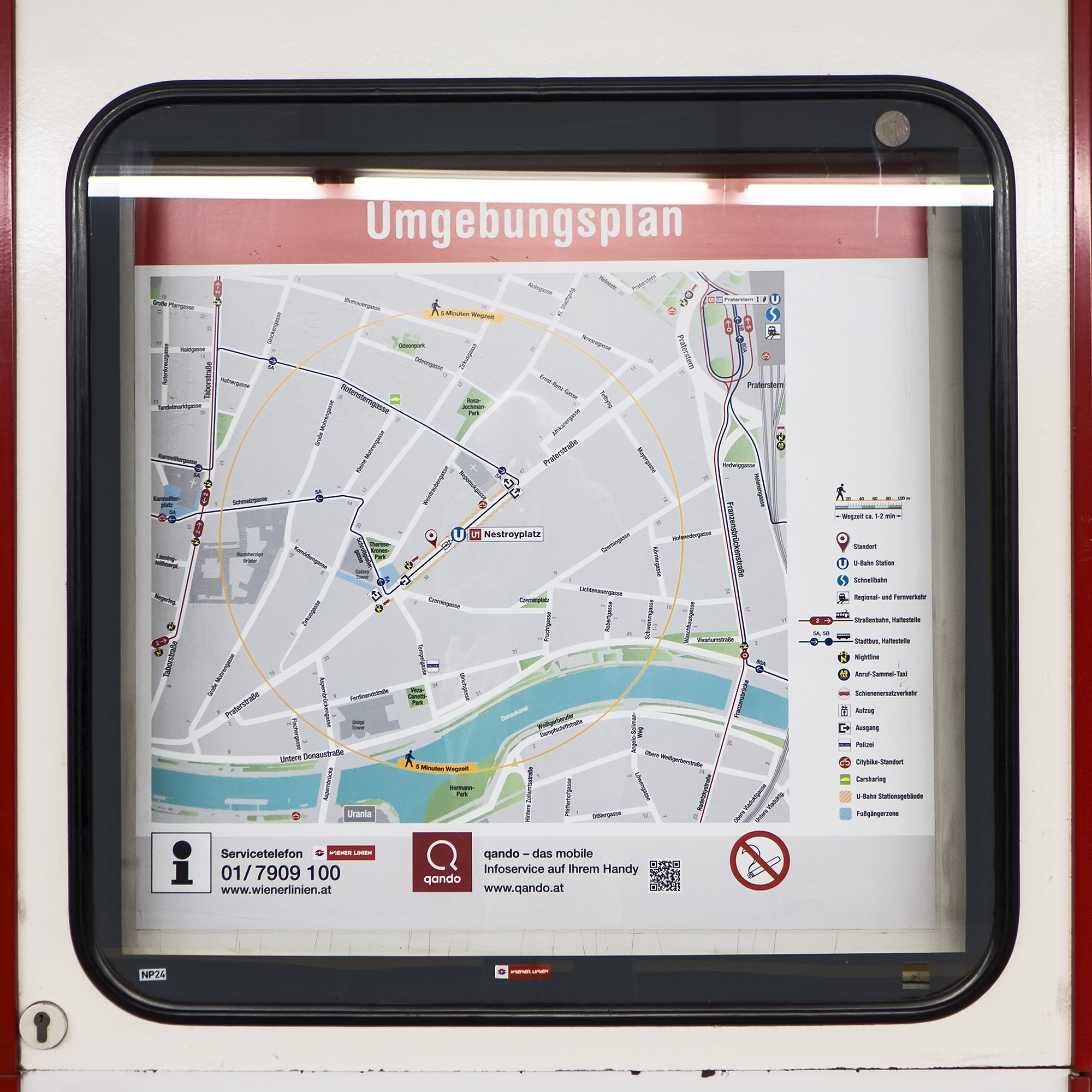
Umgebungsplan

## Baugeschichte
Die Station Nestroyplatz wurde in offener Bauweise errichtet, während bei der Verbindung vom Schwedenplatz zum Nestroyplatz unterhalb des Donaukanals zum letzten Mal die damals unter dem Namen „Wiener Maulwurf“ bekannte Tunnelvortriebsmaschine zum Einsatz kam. Am 26. Mai 1977 wurde nach der Fertigstellung des Tunnels zum Nestroyplatz diese für den Vortrieb im lockeren Sediment mit Schotter und viel Wasser geeignete Tunnelbohrmaschine außer Betrieb gestellt. Bei späteren Tunnelbauten der U-Bahn wurde die „Neue Österreichische Tunnelbaumethode“ angewandt. Erst 26 Jahre später kam bei der Verlängerung der U1 wieder eine ähnliche Schildbohrmaschine zum Einsatz.
Die offene Bauweise der Station hatte zur Folge, dass die damals in der Praterstraße verkehrenden Ring-Straßenbahnlinien A, Ak, B und Bk an den Rand der Praterstraße verlegt werden mussten. Die Station liegt direkt unter der heutigen Fahrbahn der Praterstraße. Wegen der Tiefe der U-Bahn-Strecke, die kurz vor der Station den Donaukanal unterquert, ist die Station zweigeschoßig ausgeführt.

## Auswirkungen

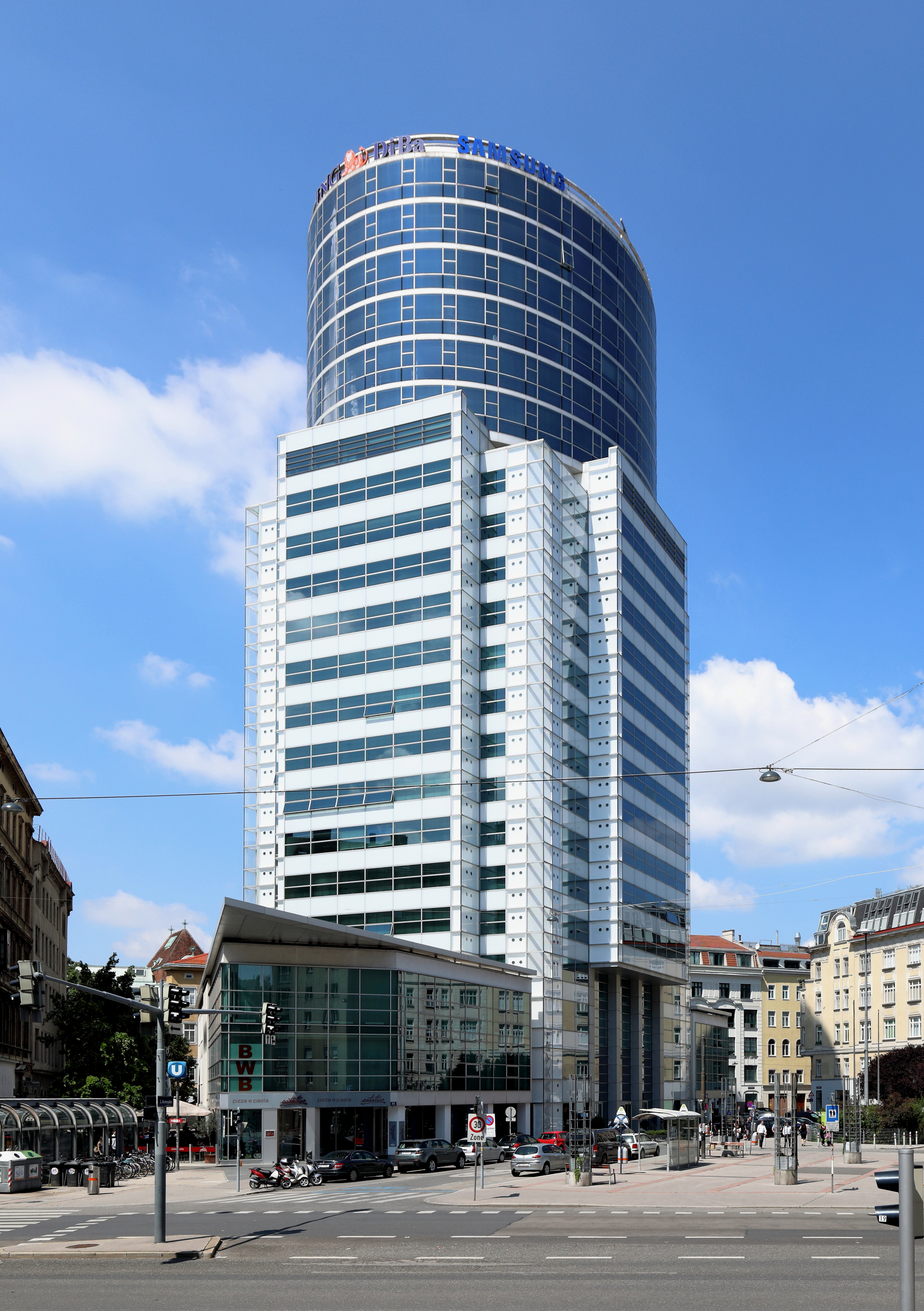
Der Galaxy Tower unmittelbar neben einem Aufgang der U1-Station

Die Eröffnung der U-Bahn-Station zeigte anfangs nicht die erhofften belebenden Auswirkungen auf das Geschäftsleben der Praterstraße, die in den Prognosen der Stadtplaner nach der Fertigstellung der U-Bahn zu einem „Einkaufsboulevard“ werden sollte.
Das erste in Erwartung des U-Bahn-Anschlusses neu errichtete Gebäude war das an der Stelle des abgebrochenen Carltheaters 1975 errichtete Galaxie-Hochhaus des Architekten Josef Becvar, der auch das Hotel Europa vor dem Salzburger Hauptbahnhof gestaltet hatte. Dieses Bürohochhaus blieb nach seiner Fertigstellung auch nach Eröffnung der U1-Station viele Jahre lang nahezu leerstehend, bis es in den frühen 1990er Jahren von den Redaktionen und dem Vertrieb der Verlagsgruppe News bezogen wurde. Nach der Übersiedlung des Verlages in den nahe gelegenen Media Tower wurde in den Jahren 2001 und 2002 nach Plänen des Architekten Martin Kohlbauer das Gebäude von 15 auf 21 Geschoße aufgestockt und in Galaxy 21 umbenannt. Die Vorhalle reicht nun nahezu bis zum U-Bahn-Aufgang in der Komödiengasse. Heute sind in dem Gebäude unter anderem eine Filiale der Weltbank, die Bundeswettbewerbsbehörde und das Bundesvergabeamt untergebracht.
Ein weiterer Neubau entstand an der Ecke Praterstraße und Aspernbrückengasse. An Stelle des ehemaligen Amtsgebäudes mit dem Finanzamt für den 2. und den 20. Bezirk wurde ebenfalls ein Bürohaus errichtet, das heute Sitz des Fernsehsenders ATV mit Studio- und Produktionsräumen ist. Die Finanzämter zwischen Donaukanal und Donau wurden mit jenen jenseits der Donau zusammengelegt und befinden sich heute in einem Neubau vor der Station Kagran der U1.